# КК Хапоел Гилбоа Галил
КК Хапоел Гилбоа Галил (хебр. הפועל גלבוע גליל‎‎) је израелски кошаркашки клуб из Ган Нера. У сезони 2013/14. такмичи се у Суперлиги Израела и у Балканској лиги.

## Историја
Клуб је настао 2008. године спајањем екипа Хапоел Гилбоа и Хапоел Галил Елјон. Заузео је место Хапоел Галил Елјона у националном првенству које је већ у сезони 2009/10. успео да освоји, док је и у наредној догурао до финала.
У међунардним такмичењима највише успеха имао је у регионалној Балканској лиги коју је освајао два пута (сез. 2011/12. и 2012/13.), док је још једном био финалиста (сез. 2013/14.). У сезони 2010/11. играо је у Еврокупу, али је испао већ у првој групној фази.

## Успеси

### Национални
- Првенство Израела:
  - Првак (1): 2010.
  - Другопласирани (1): 2011.

### Међународни
- Балканска лига:
  - Победник (2): 2012, 2013.
  - Финалиста (1): 2014.

## Познатији играчи
- Џереми Парго
- Брајан Рендл
- Ромео Травис